# Atractus albuquerquei
Atractus albuquerquei, comumente conhecida como cobra terrestre de Albuquerque, é uma espécie de pequena cobra escavadora da família Colubridae. A espécie é endêmica da América do Sul.

## Etimologia
O nome específico, albuquerquei, é uma homenagem ao entomologista brasileiro Dalcy de Oliveira Albuquerque (1902–1982).

## Descrição
A. albuquerquei é marrom escuro a preto dorsalmente e creme ou amarelo ventralmente. Possui escamas dorsais lisas. Pode crescer até um comprimento total de 77 cm. A. albuquerquei é ovípara.
A. albuquerque é encontrado nos estados brasileiros do Acre, Goiás, Mato Grosso, Mato Grosso do Sul, Pará e Rondônia, e na Bolívia.
A. albuquerquei prefere áreas florestais e habitats de Cerrado, em altitudes desde o nível do mar até 1,600 metros (5,25 pé).